# Rio de Mel
Rio de Mel é uma povoação portuguesa sede da Freguesia de Rio de Mel do Município de Trancoso, freguesia com 23,31 km² de área e 279 habitantes (censo de 2021), tendo, por isso, uma densidade populacional de 12 hab./km².
Além da sede, a freguesia engloba a aldeia de Vila Novinha.

## Demografia
A população registada nos censos foi:
| Distribuição da População por Grupos Etários | Distribuição da População por Grupos Etários | Distribuição da População por Grupos Etários | Distribuição da População por Grupos Etários | Distribuição da População por Grupos Etários |
| -------------------------------------------- | -------------------------------------------- | -------------------------------------------- | -------------------------------------------- | -------------------------------------------- |
| Ano                                          | 0-14 Anos                                    | 15-24 Anos                                   | 25-64 Anos                                   | > 65 Anos                                    |
| 2001                                         | 41                                           | 50                                           | 137                                          | 83                                           |
| 2011                                         | 39                                           | 30                                           | 150                                          | 104                                          |
| 2021                                         | 20                                           | 21                                           | 126                                          | 112                                          |

## Património
- Igreja Matriz de Rio de Mel
- Capela do Bom Sucesso